# Avaricia (Durero)
Avaricia (German: Allegorie des Geizes) es una obra de Alberto Durero pintada al óleo sobre tabla de tilia con unas medidas de 35 x 29. Está datada en 1507 y se conserva en el Museo de Historia del Arte de Viena.

## Antecedentes
Aunque la traducción del alemán, Allegorie des Geizes, es Alegoría de la avaricia, el museo no tiene asignado a esta obra un título oficial y popularmente se la conoce simplemente como "Avaricia". 

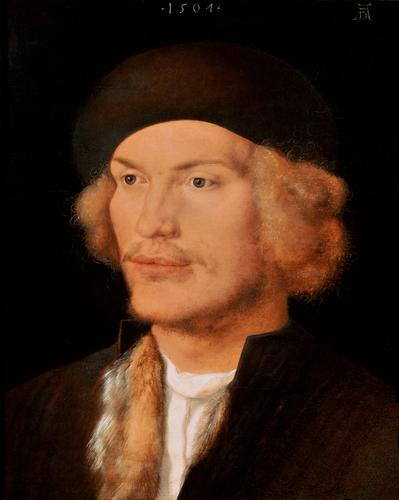
Retrato pintado en el reverso.

La tabla en realidad son dos cuadros pues en el lado opuesto está pintado Retrato de hombre joven y por ello, y por haber indicios de estar inacabada, hay también quien se refiere a ella como "el boceto detrás del retrato de hombre joven". 
Se especula con la posibilidad de que se tratara de un díptico aunque es imposible saberlo con seguridad. Otros historiadores afirman que se trataría de una pequeña venganza de Durero por no recibir el precio acordado por el retrato del hombre. 
Por otro lado y dada la precaria situación económica del pintor por aquella época, parece poco probable que Durero ofendiera deliberadamente a un cliente potencial.
El escritor Jessie Allen descarta por completo esta teoría y piensa más bien que le resultó imposible vender el trabajo de Avaricia y aprovechó la tabla para pintar en su reverso algo más comercial, como un retrato.

## Descripción y estilo
"Avaricia" es una obra alegórica y sirve como advertencia de lo efímero de la vida y lo inútil de poseer fortuna cuando llegan los últimos días. Normalmente se la agrupa dentro de las imagines vanitas de Durero junto a Melancolía I.

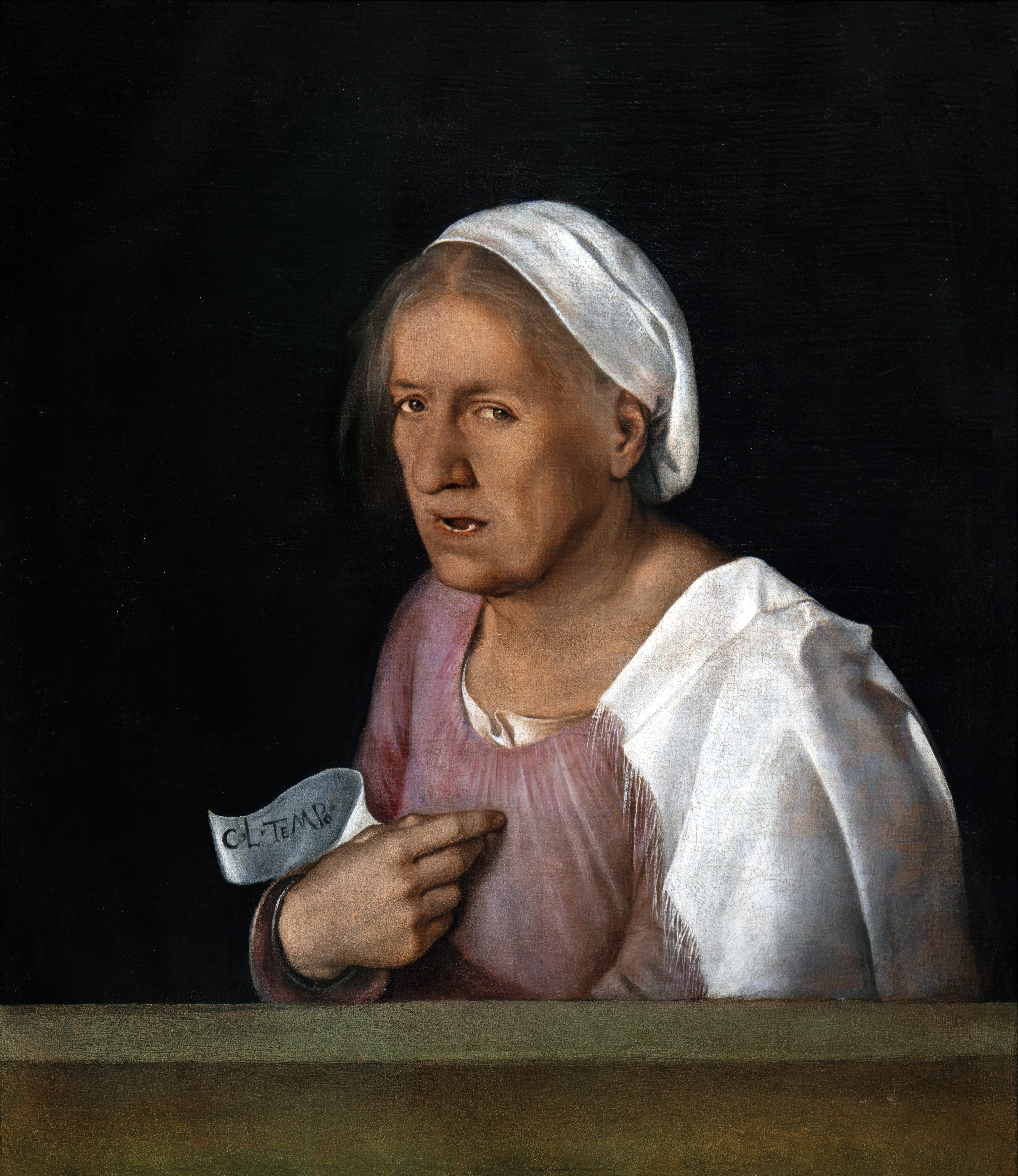
Retrato de una anciana de Giorgione. 1506

La obra muestra una vieja grotesca y desdentada con un flácido pecho colgando fuera de su camisón mientras sujeta con ambas manos una bolsa llena de monedas de oro.
Intentando representar tanto la avaricia humana como la natural decadencia de la juvenil belleza, la mujer es mostrada de medio cuerpo pintada con gruesos empastes de pintura. Tiene el pelo largo, liso y rubio, los ojos vidriosos, una larga nariz y una boca donde solo quedan dos dientes que muestra en una sonrisa burlona. El brazo derecho visible es musculoso y está desproporcionado con el resto del cuerpo al tiempo que una negra mata de pelo asoma por la axila. Únicamente su pelo y sus regulares y casi nobles facciones de su cara insinúan una pasada belleza. El intenso centrado de la imagen lo logra gracias a un fuerte perfilado del contorno y el contraste del exuberante colorido de la túnica y el pelo sobre un fondo negro mate.
Historiadores del arte comparan "Avaricia" con un lienzo de Giorgione, Retrato de una anciana, con el que comparte obvias similitudes temáticas, aunque el uso de Durero de gruesos empastes de pintura y el fuerte colorido, muestran una deuda a la Escuela veneciana. El historiador de arte, T. Sturge Moore, sugiere que Durero quiso simplemente demostrar que él podía pintar como Giorgione.